# Osztrák Filmdíj
Az Osztrák Filmdíj (német nyelven Österreichische Filmpreis) az Osztrák Filmakadémia által 2011 óta évente kiosztott díj. (2007-ig Osztrák Filmdíj néven a film- és zeneipari szövetség osztott díjat az év leglátogatottabb filmjének; ennek az elnevezése 2008-tól Golden illetve Austrian Ticket.)
A díj lépcsőzetes spirál alakú trófeáját Valie Export tervezte. A díj nem jár pénzjutalommal; a Filmakadémia vezetője, Marlene Ropac szerint a „filmkészítők által filmkészítők számára adott tiszteleti díj.” Célja a filmes alkotók támogatása, illetve az osztrák filmek reklámozása. 
Az eredetileg 2021. januárra tervezett tizenegyedik díjátadót a Covid19-koronavírus-járvány miatt 2021. július 8-ra halasztották.

## Kiválasztási kritériumok
Olyan filmeket lehet jelölni, amelyek ausztriai gyártásúak, azaz ausztriai pénzekből finanszírozták illetve nemzetközi koprodukció esetén osztrák eredetigazolással rendelkeznek. A díjátadó előtt televíziós sugárzásra nem kerülhet sor. Ezeken túlmenően a filmeknek világosan kell kötődniük az osztrák kultúrához; ehhez az alábbi három feltételből legalább kettőnek kell teljesülnie:
- a film eredeti változata német nyelvű
- a rendező osztrák származású vagy Ausztriában lakik
- a producer osztrák vagy Ausztriában lakik.[5]

## Kategóriák
A Filmakadémia tagjai kétfordulós eljárásban választják ki az előző évi osztrák filmgyártás kiemelkedő teljesítményeit, amelyeket a következő 16 kategóriában díjaznak:
- legjobb játékfilm
- legjobb dokumentumfilm
- legjobb rövidfilm (2013 óta)[6]
- legjobb rendezés díja
- legjobb női főszereplő
- legjobb férfi főszereplő
- legjobb női mellékszereplő (2016 óta)[7]
- legjobb férfi mellékszereplő (2016 óta)[7]
- legjobb forgatókönyv
- legjobb operatőr
- legjobb jelmez
- legjobb smink
- legjobb zene
- legjobb vágó
- legjobb látványtervezés
- legjobb hangfelvétel

## Fordítás
Ez a szócikk részben vagy egészben  az   Österreichischer Filmpreis című német Wikipédia-szócikk ezen változatának fordításán alapul.  Az eredeti cikk szerkesztőit annak laptörténete sorolja fel. Ez a jelzés csupán a megfogalmazás eredetét és a szerzői jogokat jelzi, nem szolgál a cikkben szereplő információk forrásmegjelöléseként.